# Anja Niedringhaus
Anja Niedringhaus, née le 12 octobre 1965 à Höxter (Rhénanie-du-Nord-Westphalie) et morte le 4 avril 2014 en Afghanistan, est une photojournaliste allemande.
Lauréate d’un prix Pulitzer en 2005, elle travaillait notamment pour l'agence de presse Associated Press (AP).

## Biographie
Anja Niedringhaus est née à Höxter en Rhénanie-du-Nord-Westphalie. Elle a commencé à travailler en tant que photographe indépendant à l'âge de 17 ans, alors qu'elle était encore au lycée.
En 1989, elle couvre la chute du mur de Berlin pour le journal Göttinger Tageblatt.
En 1990, elle commence à travailler à plein temps en tant que photojournaliste pour l'agence European Pressphoto Agency (EPA) située à Francfort. En tant que photographe en chef de l'EPA, elle passe les dix premières années de sa carrière à couvrir les conflits en ex-Yougoslavie.
En 2001, Niedringhaus photographie l'après 11 septembre à New York avant de partir pour l'Afghanistan, où elle documente la chute des Talibans pendant trois mois.
En 2002, elle rejoint l'agence Associated Press pour le compte de laquelle elle voyage en Irak, en Afghanistan, dans la bande de Gaza, en Israël, au Koweït et en Turquie.
En 2005, elle est la seule femme d'un groupe de journalistes récipiendaires du prix Pulitzer de la photographie d'actualité pour la couverture de la guerre d'Irak. Elle reçoit également le prix Courage remis par l’International Women's Media Foundation le 23 octobre de la même année,.
En 2007, Niedringhaus reçoit une bourse Nieman de l'université Harvard où elle étudie la culture, l'histoire, la religion et la question du genre au Moyen-Orient ainsi que leur impact sur le développement des politiques étrangères aux États-Unis et dans les pays occidentaux. Le programme Nieman, créé en 1938, est la bourse d'études de milieu de carrière la plus ancienne offerte aux journalistes du monde.
Niedringhaus est assassinée le 4 avril 2014 alors qu'elle couvre l'élection présidentielle afghane de 2014 tandis que sa collègue Kathy Grannon est grièvement blessée lors de l'attaque. L'attaque s'est produite à un point de contrôle aux abords de Khost dans le district de Tani, où les journalistes faisaient partie d'un convoi de la commission d'élection indépendante chargé de délivrer des bulletins sous la protection de l'armée et de la police afghanes. Alors que Niedringhaus et Grannon attendaient dans la voiture, un commandant de la police afghane nommé Naqibullah s'est dirigé vers elles et a ouvert le feu en criant Allahu Akbar. L'homme s'est rendu après l'attaque et a été arrêté,. Six juges du tribunal de Kaboul ont reconnu Naqibullah coupable de meurtre et de trahison et l'ont condamné à mort.
Le travail de Niedringhaus a été exposé au musée d'art moderne de Francfort ainsi que dans d'autres musées et galeries d'art du monde, notamment à Graz en Autriche.
En 2022, son travail est aussi présenté dans le cadre de l'exposition Femmes photographes de guerre au musée de la Libération de Paris - musée du Général Leclerc - musée Jean-Moulin, à Paris.

## Hommage et postérité

### Anja Niedringhaus Courage in Photojournalism Award
L’Anja Niedringhaus Courage in Photojournalism Award récompense le courage de femmes photojournalistes.
Créé en 2014 par l’International Women's Media Foundation, grâce à un don d’un million de dollars de la Fondation Howard G. Buffett, le prix est décerné chaque année « à une femme photojournaliste dont le travail reflète le courage et le dévouement, comme le fait Anja ». La lauréate est honorée publiquement, son travail fait l’objet d’une exposition et elle reçoit un prix en espèces de 20 000 $.

### Lauréates
- 2015 : Heidi Levine[11]
- 2016 : Adriane Ohanesian[12]
- 2017 : Stephanie Sinclair[13]
- 2018 : Andrea Bruce[14]
- 2019 : Eloisa Lopes[15]
- 2020 : Masrat Zahra (en)[16]
- 2021 : Fatima Shbair[17]
- 2022 : Paula Bronstein, Farzana Wahidy et Carol Guzy[18]
- 2023 : Laurence Geai[19]